# Niù Tennici
I Niù Tennici sono un gruppo musicale reggae raggamuffin italiano.

## Storia
Formatisi a Verona a metà anni ottanta hanno raggiunto il successo nel 1991 con il singolo d'esordio Affitta una Ferrari, brano che ironizzava sul fenomeno dello "Yuppismo" anni 80/90 fu pubblicato per la prima volta dall'etichetta milanese Vox Pop. Il singolo è stato poi inserito in numerose compilation di quell'anno fra cui Italian posse, Sotterranei italiani, Estate italiana, Reggae radio station e Fiky fiky per citarne alcune.
Nel 1992 viene pubblicato il primo album, Noi siamo sexy (Mega, 1992) che ottiene un discreto successo anche a livello Nazionale, calcando palchi nazionali da ricordare in quegli anni la presenza come gruppo spalla a Jimmy Cliff in quel di Padova . Nel 1993 la canzone el mar de la Luna, grazie ad un DJ di Radio Miraflores di Lima raggiunge la notorietà persino in Perù https://chartsaroundtheworld.com/1993/12/31/peru-radio-miraflores-super-hit-de-1993/, cosa del tutto strana per un brano cantato in dialetto veronese. Dopo una sospensione di nove anni si riuniscono nel 2005 per dar vita ad un'altra serie di concerti e nel 2012 pubblicano il secondo album Gira che te gira la testa a cui farà' seguito nel 2015 il singolo di denuncia Slot Machine, seguito ancora nel 2019 dal nuovo album live studio Governo Tennico. Ci sono state collaborazioni con Mauro Ottolini e Dan Xikidi, entrambi ex componenti del gruppo. 
I temi principali delle canzoni dei Niù Tennici si caratterizzano per la loro ironia, la critica sociale e l'esplorazione di esperienze umane universali. 

## Apparizioni televisive
La band ha partecipato ad apparizioni televisive negli anni passati tra le più importanti ricordiamo il programma  In Kantina (Rai Due, 1994)   presentato da Dario Vergassola, Segnali di Fumo (VideoMusic) MTV 1995 , Unomania (Italia 1, 1993) presentato da Emanuela Folliero, Profondo Nord (Rai Tre, 1991) presentato da Gad Lerner

## Riconoscimenti
La Band ha ricevuto nel 2024 il riconoscimento da parte dell'associazione "One Love"  di " Reggae Ambassador "  per la diffusione del Reggae in Italia. 

## Formazione

### Formazione attuale
- Cora Mantovanelli - voce
- Gecchele Flavio (Geky) - tastiere, voce
- Giorgio Rainero (Rana) - batteria
- Roberto Abate (Voby) - chitarra
- Lele Rama - chitarra
- Jacopo Stefanelli (Papo) - basso
- Nicola Pasetto (Nico) - tromba
- Vito Castelar - sax & Flute
- Matteo Zambonin (Zambo) - trombone

### Ex componenti
- Beppe Bifido
- Franco Veronese (Uilli)
- Flavio Dal Colle
- Mauro Ottolini
- Dan Xikidi
- Simone Lonardi
- Stefano Bianchini
- Khaled Al-Saty
- Armando Dalla Valentina
- Francesco (Nandez) Paccagnini
- Yara
- Gianluigi Giuriolo
- Fabio Vidali
- Nicola Giannesini
- el Luna
- Kristian Facchinetti

## Discografia

### Album
- 1992 – Noi siamo sexy
- 2012 – Gira che te gira la testa
- 2019 – Governo Tennico

### Singoli
- 1991 – Affitta una Ferrari
- 1992 – Voglio divorziare
- 1992 – Noi siamo sexy (Remix)
- 1993 – Italia nice
- 1993 – Mar della luna
- 1994 – La prima volta
- 2012 – Ne schei ne Sky
- 2015 – Slot Machine
- 2020 – Reggae Music Now
- 2021 – L'età della pietra (Caribbean Fever riddim)
- 2022 – You carry on
- 2023 – Lost in Yokohama
- 2024 _No more in my World    inserita nel database Mondiale Antiwarsongs.org

### Classifiche
- 1992 – Affitta una Ferrari
- 1993 - El Mar de la Luna